# U-225
Unterseeboot 225 foi um submarino alemão do Tipo VIIC, pertencente a Kriegsmarine que atuou durante a Segunda Guerra Mundial.

## Comandantes
| Comandante                | Data                                          |
| ------------------------- | --------------------------------------------- |
| Oblt. Wolfgang Leimkühler | 11 de julho de 1942 - 22 de fevereiro de 1943 |

## Subordinação
Durante o seu tempo de serviço, esteve subordinado às seguintes flotilhas:
| Período                                        | Flotilha                                  |
| ---------------------------------------------- | ----------------------------------------- |
| 11 de julho de 1942 - 31 de dezembro de 1942   | 5. Unterseebootsflottille (treinamento)   |
| 1 de janeiro de 1943 - 22 de fevereiro de 1943 | 1. Unterseebootsflottille (serviço ativo) |

## Operações conjuntas de ataque
O U-225 participou das seguinte operações de ataque combinado durante a sua carreira:
- Rudeltaktik Spitz (22 de dezembro de 1942 - 31 de dezembro de 1942)
- Rudeltaktik Ritter (11 de fevereiro de 1943 - 15 de fevereiro de 1943)